# Боевые действия в Нагорном Карабахе (2023)
Боевые действия в Нагорном Карабахе (иногда называемые Третьей карабахской войной, а в Азербайджане — «контртеррористической операцией») между вооружёнными силами Азербайджана и значительно уступавшими силами непризнанной Нагорно-Карабахской Республики (НКР) проходили 19—20 сентября 2023 года и закончились объявлением соглашения о прекращении огня, расформированием армии непризнанной Нагорно-Карабахской Республики и вывод подразделений ВС Армении из Карабаха. Они являются частью конфликта вокруг Нагорного Карабаха — региона на международно признанной территории Азербайджана, частично находящегося под контролем НКР. Боевым действиям предшествовала многомесячная блокада Нагорного Карабаха со стороны Азербайджана, вызвавшая в регионе острый гуманитарный кризис.
19 сентября Азербайджан объявил о проведении военной операции против НКР, позиционировавшейся как «антитеррористические мероприятия локального характера», а вооружённые силы страны начали вести боевые действия, что было расценено[кем?] как нарушение заявления о прекращении огня в Нагорном Карабахе от 2020 года. Проходили обстрелы столицы НКР Степанакерта и других подконтрольных НКР населённых пунктов.
Днём 20 сентября — спустя сутки после начала боевых действий — появились сообщения, что руководство НКР согласилось вывести «оставшихся армянских военных» из Нагорного Карабаха, расформировать и полностью разоружить формирования «армии обороны Нагорного Карабаха» и вывести с территории Нагорного Карабаха тяжёлую военную технику и вооружения. Стороны договорились о прекращении огня с 13:00 по местному времени 20 сентября 2023.
В результате наступления Азербайджана начался массовый исход большинства местного армянского населения, к 30 сентября из Нагорного Карабаха в Армению прибыло более 100 тысяч беженцев. Азербайджан начал переговоры с представителями армян в Нагорном Карабахе о реинтеграции региона.
28 сентября 2023 года глава НКР Самвел Шахраманян подписал указ о прекращении существования Нагорно-Карабахской Республики с 1 января 2024 года.

## Предыстория
После поражения во Второй карабахской войне в 2020 году непризнанная НКР оказалась в изоляции, и единственным наземным сообщением между её столицей Степанакертом и Арменией оставался Лачинский коридор. Направленным в Нагорный Карабах российским миротворцам, в соответствии с условиями прекращения огня 2020 года было поручено предотвратить возобновление конфликта, а также контролировать Лачинский коридор. В свою очередь между Арменией и Азербайджаном начались переговоры о всеобъемлющем урегулировании конфликта — переговоры касались вопросов: статуса Нагорного Карабаха; безопасности армянского населения региона; процесса делимитации границы между Арменией и Азербайджаном; открытия коммуникаций; обмена военнопленными. По мнению Стефана Майстера (Немецкое общество внешней политики) и Лоры Делькур (Университет Новая Сорбонна), в отличие от Армении, Азербайджан с самого начала не демонстрировал намерения достичь соглашения путём переговоров и, несмотря на продолжающиеся международные переговоры и компромиссы со стороны правительства Армении, планировал решение конфликта военным путём.
В декабре 2022 года при бездействии российских миротворцев Азербайджан перекрыл коридор, устроив тем самым блокаду Нагорного Карабаха, которая вызвала в регионе гуманитарную катастрофу. На момент начала боевых действий 19 сентября 2023 года блокада НКР со стороны Азербайджана продолжалась уже в течение девяти месяцев, но и до блокады, как сообщает военный обозреватель BBC Илья Абишев, ни о какой переброске военных грузов в Карабах не могло идти и речи. Азербайджанская сторона, напротив, неоднократно заявляла об обнаружении сапёрами на территории Лачинского района противопехотных мин, произведённых в Армении в 2021 году, то есть уже после установления перемирия, и даже обращалась по этому поводу в Международный суд ООН (в феврале 2023 года запрос был отклонён). По словам министра иностранных дел Армении Арарата Мирзояна, мины, о которых говорила азербайджанская сторона, были найдены на линии соприкосновения азербайджанских и армянских войск близ Джермука и использованы Азербайджаном в пропагандистских целях.
С 5 сентября из разных источников стала поступать информация о том, что Азербайджан стягивает танки, вертолёты и другую военную технику к границе с Арменией и к линии соприкосновения армянских и азербайджанских войск в Нагорном Карабахе. Аналогичную информацию о скоплении азербайджанских войск на линии соприкосновения озвучивали и власти непризнанной Нагорно-Карабахской Республики, которая к тому моменту уже девять месяцев находилась в блокаде. В то же время азербайджанские диссиденты сообщали, что в армию под предлогом учений вызывают резервистов. Военные эксперты, говоря о грядущей эскалации, заявляли, что по всем имеющимся признакам Азербайджаном готовит нападение на Нагорный Карабах.
В азербайджанском сегменте социальных сетей стали появляться кадры передвижения ВС Азербайджана, на машинах которых был указан символ «∀», причём на некоторых фотографиях было видно, что у военных грузовиков закрыты номерные знаки, дабы затруднить определение геолокации военной техники. Азербайджанские Telegram-каналы призывали ставить заранее подготовленные изображения на аватары в качестве поддержки действий ВС Азербайджана. В это же время Баку заявил, что собирается решить конфликт мирным путём.
9 сентября в Нагорно-Карабахской Республике прошли президентские выборы, в ходе которых в должность президента НКР вступил Самвел Шахраманян. Данные выборы не были признаны ни одной страной мира. ЕС не признал выборы в НКР, но призвал к консолидации вокруг фактического руководства.
13 сентября 2023 года в интервью изданию Politico премьер-министр Армении Никол Пашинян подтвердил, что правительство Армении признаёт Нагорный Карабах частью Азербайджана, но сказал, что теперь международному сообществу нужно обеспечить, чтобы в регионе не произошло «этнических чисток».

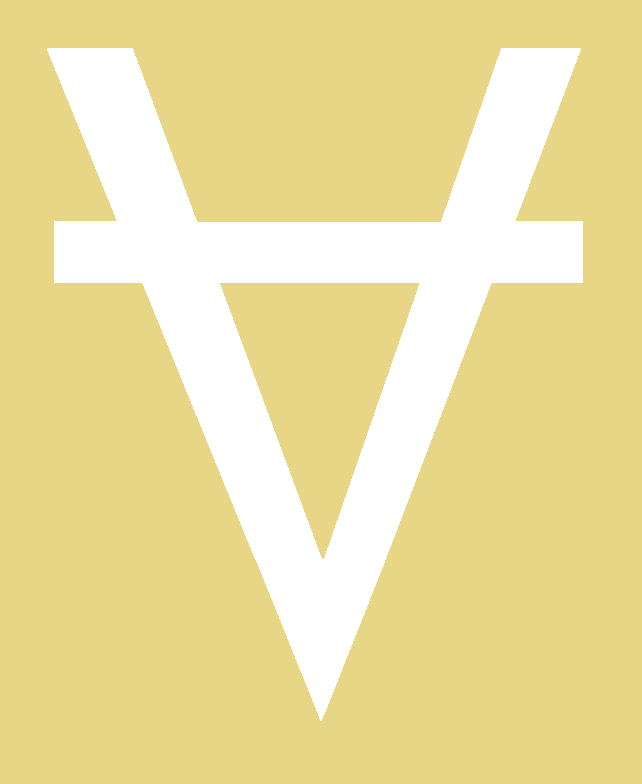
Символ квантора всеобщности, используемый в Азербайджане в целях пропаганды

С 11 по 20 сентября на территории Армении прошли совместные с Соединёнными Штатами Америки военные учения миротворцев под названием «Eagle Partner 2023».
Минобороны Азербайджана заявило о «наблюдаемой интенсификации военных провокаций» со стороны Армении. МИД Азербайджана заявил об увеличении военно-строительных работ вдоль неделимитированной государственной границы и в Нагорном Карабахе. Минобороны Армении отвергло данные обвинения.
Премьер-министр Армении Никол Пашинян и президент Франции Эммануэль Макрон обсудили по телефону вопросы, касающиеся обстановки в регионе.
Министерство обороны Армении сообщило о случившемся обстреле армянских позиций Вооружёнными Силами Азербайджана в ночь с 9 на 10 сентября. Согласно пресс-службе Министерства обороны Азербайджана, один военнослужащий получил ранение в результате взрыва противопехотной мины.
По сообщению азербайджанского новостного агентства Report.az, в ночь с 18 по 19 сентября в Ходжавенском районе на противотанковой мине подорвался грузовик, в результате чего погибли находившиеся в нём сотрудники госагентства автодорог Азербайджана Самир Садыхов и Фархад Гулиев. В совместном релизе Службы госбезопасности, МВД и Генпрокуратуры Азербайджана было заявлено, что через полчаса после инцидента рано утром 19 сентября четверо сотрудников МВД Азербайджана, направлявшихся к месту взрыва, также погибли при подрыве на мине в этом же районе. Этим же утром азербайджанская сторона обвинила армянскую в обстреле своих позиций в агдамском направлении и сообщила о ранении своих солдат. В НКР же эти обвинения отвергли. Сообщая о начале военной операции и говоря о причинах её начала, Министерство обороны Азербайджана напомнило о случаях подрывов на минах 19 сентября, в результате которых погибли шесть человек.
Как отмечают Стефан Майстер и Лора Делькур, Армения была готова признать Нагорный Карабах частью Азербайджана в обмен на гарантии безопасности для армянского населения. Кроме того, карабахские армяне и азербайджанцы были близки к соглашению о мирном урегулировании, поэтому, по мнению авторов, не было никакой необходимости или срочности для азербайджанских военных брать регион под контроль силой.

## Ход конфликта

### 19 сентября
Азербайджан начал широкомасштабное военное наступление в Нагорном Карабахе. Целью военной операции Министерство обороны Азербайджана назвало «пресечение широкомасштабных провокаций в Карабахском экономическом районе», «разоружение и вывод формирований вооружённых сил Армении» с территорий Азербайджана, «нейтрализацию их военной инфраструктуры», «обеспечение безопасности» вернувшегося в регион азербайджанского мирного населения, гражданских служащих и военнослужащих, а также «восстановление конституционного строя Азербайджанской Республики». Согласно азербайджанскому ведомству, «в регионе начаты антитеррористические мероприятия локального характера», в ходе которых «с применением высокоточного оружия выводятся из строя позиции армянских формирований, их долговременные огневые точки, а также боевые средства и объекты военного назначения».
Находящийся в Нагорном Карабахе бывший госминистр НКР Рубен Варданян сообщил о массированном артиллерийском обстреле со стороны ВС Азербайджана.
Как отмечает военный обозреватель Би-би-си Илья Абишев, Азербайджан с одной стороны атаковал силы противника при помощи авиации и артиллерии, без потерь для себя выводя из строя их живую силу и технику, с другой осуществил наступление по суше, создавая угрозу разгрома наземных сил и вынуждая обороняющихся быстро расходовать боекомплект, который нечем было пополнять.
В первые же часы операции Вооружённые силы Азербайджана взяли под контроль воздушное пространство, подавив системы противовоздушной обороны армянских сил.
После того, как Азербайджан начал военные действия, заведующий отделом по вопросам внешней политики администрации президента Хикмет Гаджиев сообщил Reuters, что «азербайджанские силы прорвали линию соприкосновения с армянскими силами в Нагорном Карабахе в нескольких местах и полны решимости достичь своих стратегических целей».
В Степанакерте, по словам очевидцев, царила паника. Омбудсмен НКР Гегам Степанян сообщил, что с момента начала боевых действий со стороны ВС Азербайджана в непризнанной республике пострадало 11 мирных жителей и 2 погибли, среди них 1 ребёнок.
Как сообщает издание Meduza, вечером администрация президента России отправила российским государственным и прокремлёвским СМИ попавшую в распоряжение издания методичку, в которой официальная Москва рекомендует обвинить в обострении конфликта в Нагорном Карабахе Армению и страны Запада. Согласно этой инструкции, акцент необходимо делать на том, что «армянское руководство признало суверенитет Азербайджана над Карабахом».
Развёрнутый в Нагорном Карабахе российский миротворческий контингент от конфликта дистанцировался, занимаясь эвакуацией жителей Карабаха из приграничных сёл. Комментируя требование Армении о вмешательстве российских миротворцев, официальный представитель МИД России Мария Захарова заявила: «А как насчёт признания Ереваном Нагорного Карабаха частью Азербайджана?»

### 20 сентября
По словам корреспондента Кавказского узла, обстрелы Степанакерта, жители которого ночевали в бомбоубежищах, Мардакерта и других подконтрольных НКР населённых пунктов продолжились с утра. Министерство обороны Азербайджана отвергло обвинения в обстреле армией республики Степанакерта, заявив, что подразделения ВС Азербайджана берут под прицел и выводят из строя только легитимные военные цели и военную инфраструктуру.
Омбудсмен НКР Гегам Степанян сообщил об увеличении жертв и раненых среди мирного населения. На начало дня количество раненых выросло до 35, количество погибших достигло 7 человек, среди них двое детей.
Начальник пресс-службы Минобороны Азербайджана Анар Эйвазов заявил на брифинге, что утром ВС Азербайджана уничтожили воинскую часть в селе Тонашен на севере Нагорного Карабаха, в качестве трофеев захватив шесть военных автомобилей «Урал» с боекомплектами к миномётам и четыре миномёта. По его словам, азербайджанские военнослужащие доносят до местного населения листовки с призывами «не приближаться к подразделениям армянских вооружённых сил и не поддерживать их».
Информационный центр НКР заявил, что её власти приняли предложение российских миротворцев о прекращении огня с 13:00 (9 утра по Гринвичу) 20 сентября 2023 года. В заявлении также сообщается о полном разоружении армии Карабаха и выводе тяжёлой техники с территории непризнанной республики и о том, что 21 сентября на встрече в городе Евлах будут обсуждаться вопросы Баку «о реинтеграции, обеспечении прав и безопасности армян Нагорного Карабаха, а также вопросы обеспечения жизнедеятельности населения Нагорного Карабаха в рамках Конституции Азербайджана». Министерство обороны Азербайджана подтвердило готовность приостановить бои, если НКР сдаст всё вооружение и тяжёлую технику, военнослужащие («включая военных ВС Армении») сложат оружие и уйдут с боевых позиций. НКР приняло соглашение о прекращении огня, поскольку международное сообщество не смогло «остановить войну и урегулировать ситуацию». Корреспонденты русской службы Би-би-си Ольга Просвирова и Магеррам Зейналов сообщают, что это произошло на условиях Баку. Как пишет Washington Post, в своём заявлении НКР не уточняла условия прекращения огня. По заявлению лидера Армении Никола Пашиняна, в Нагорном Карабахе отсутствуют вооружённые силы Армении.
В распространённом Минобороны РФ документе отмечается, что реализация договорённостей о прекращении огня будет осуществляться в координации с командованием российским миротворческим контингентом.
По данным Минобороны Азербайджана, до достижения договорённости о приостановлении боевых действий азербайджанские военные взяли под контроль более 90 боевых позиций армянских формирований.
Вскоре после вступления в силу согласованного режима прекращения огня стрельба возобновилась. Несколько городов продолжали находиться под артиллерийским обстрелом Азербайджана.

### 21 сентября

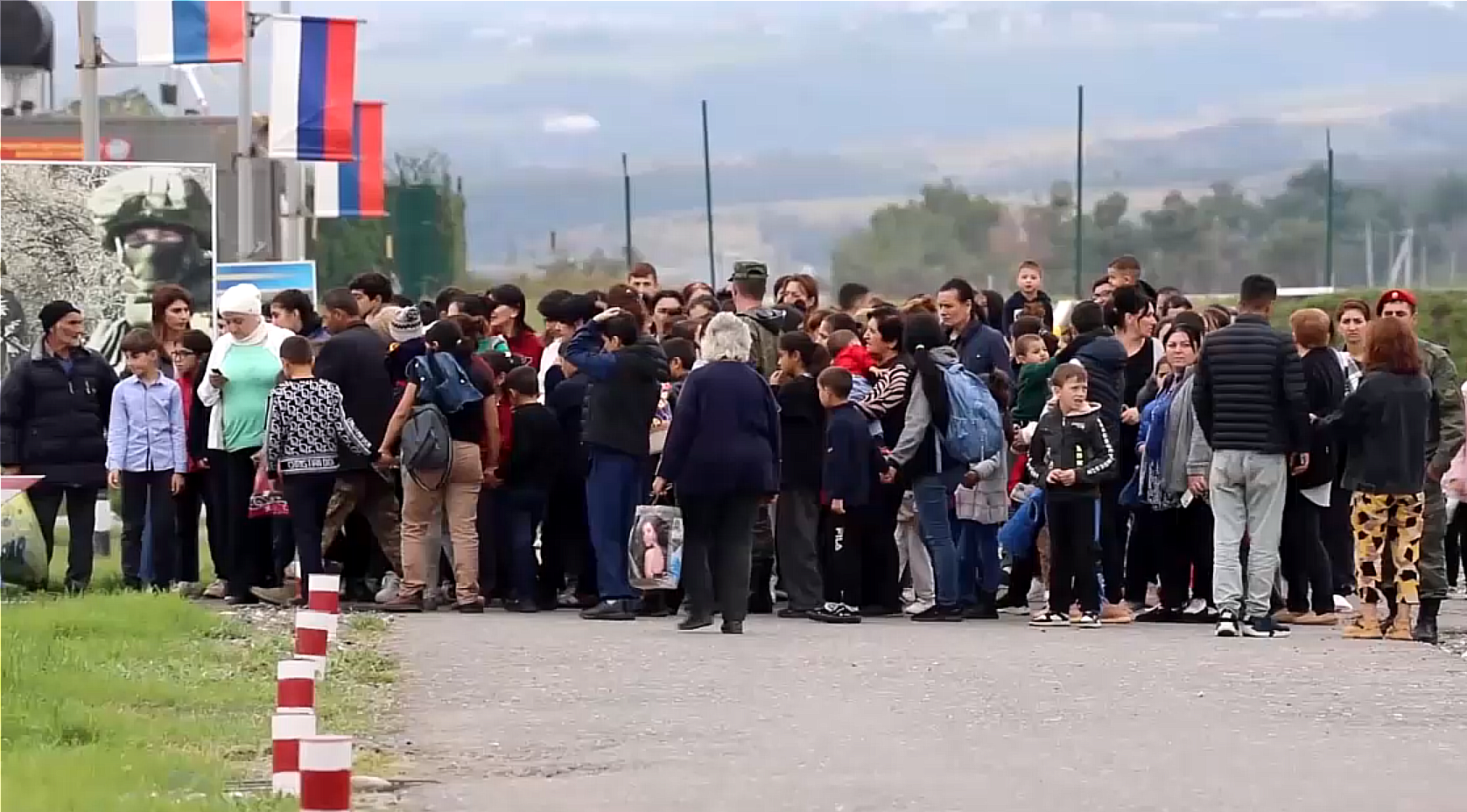
Карабахские армяне ищут спасения у российских миротворцев, 21 сентября 2023 года

Через сутки после начала режима прекращения огня, МВД НКР заявило, что азербайджанские военные, нарушив соглашение о прекращении огня, обстреливают Степанакерт «из разных видов стрелкового оружия». По сообщению немецкого издания Rheinische Post, от жителей Степанакерта поступила информация, что Азербайджан нарушил согласованный накануне режим прекращения огня, и в столице НКР идёт стрельба. Минобороны Азербайджана отвергло обвинения в обстреле города. Минобороны России, в свою очередь, сообщило, что с момента заключения договорённости о прекращении боевых действий российским миротворческим контингентом было зафиксировано пять нарушений режима прекращения огня в Шушинском (два) и Мардакертском районах (три).
21 сентября в Евлахе завершились переговоры представителей НКР и Азербайджана, на фоне которых, по данным НКР, в Степанакерте возобновилась стрельба. Азербайджанскую сторону представляли назначенный «ответственным лицом по контактам с армянскими жителями Карабаха» Рамин Мамедов, Башир Гаджиев и Илкин Султанов, а армянскую — Сергей Мартиросян и Давид Мелкумян. Также в здании исполнительной власти Евлахского района, где проходила встреча, находились четыре офицера российского миротворческого контингента, которые, однако, в переговорах не участвовали и ожидали их завершения вне комнаты, где проходила встреча.

## Потери сторон

### НКР
Вечером 20 сентября омбудсмен НКР сообщил, что по состоянию на 21.30 по местному времени за два дня в ходе боевых действий в Нагорном Карабахе погибли более 200 человек, 10 из которых — мирные жители. Ранения, по словам омбудсмена, получили свыше 400 человек, включая 40 мирных жителей.

### Азербайджан

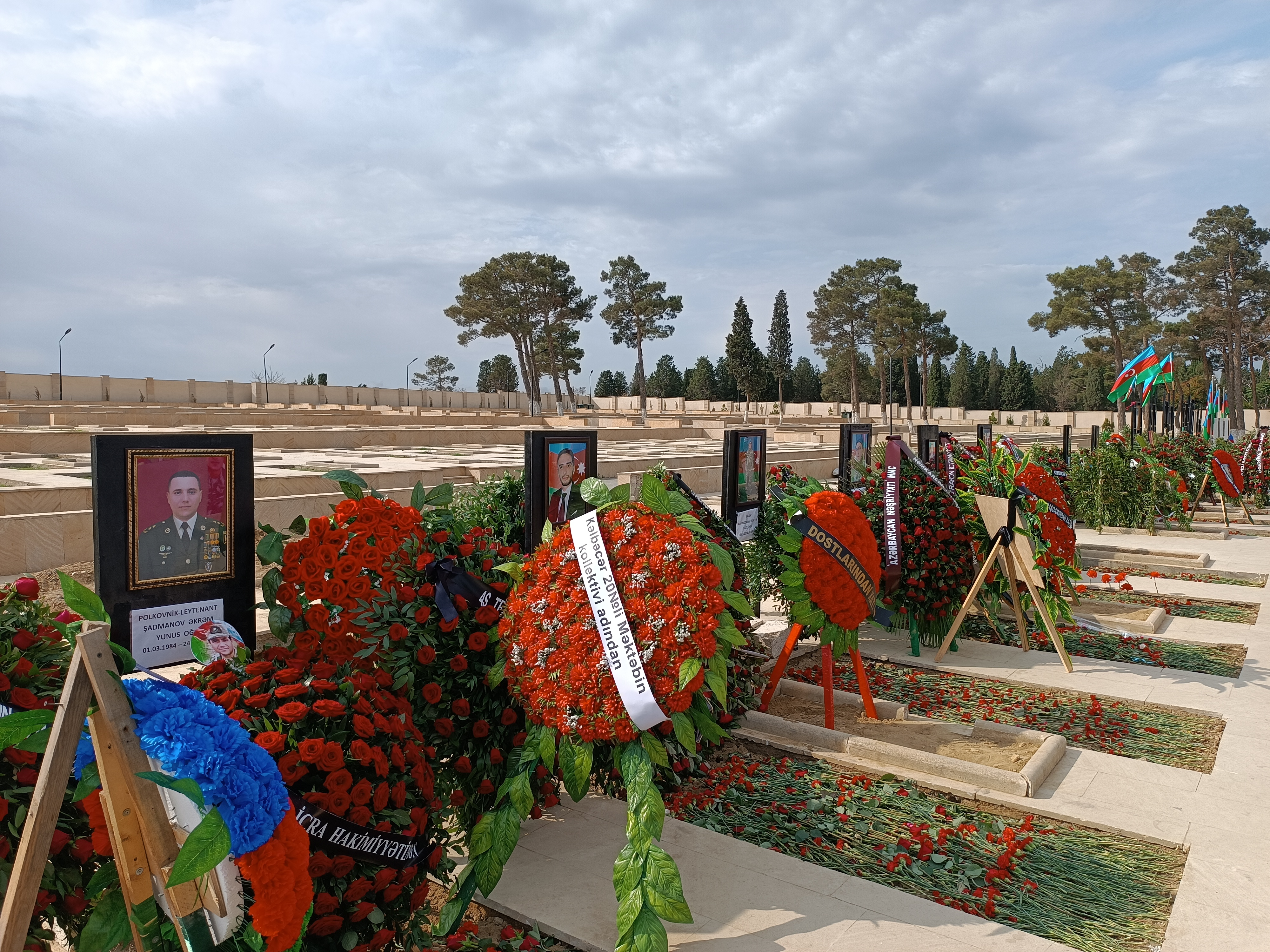
Могилы погибших азербайджанских военнослужащих. 25 сентября 2023, II Аллея шахидов, Баку

По данным Министерства здравоохранения Азербайджана на 27 сентября, в ходе боёв в Нагорном Карабахе 19-20 сентября погибло 192 военнослужащих и 1 гражданский: 180 погибших были военнослужащими Министерства обороны, 12 — сотрудниками Министерства внутренних дел республики. Ранения, как сообщает ведомство, получили 511 военнослужащих и один гражданский.

### Миротворческий контингент
20 сентября под обстрел из стрелкового оружия попал автомобиль УАЗ с российскими миротворцами вблизи населённого пункта Джанятаг, пятеро миротворцев погибли. Генпрокуратура Азербайджана заявила о гибели шести российских миротворцев: пятерых расстреляли азербайджанские военные, приняв их автомобиль УАЗ за принадлежащий «незаконным армянским вооружённым формированиям», ещё один миротворец погиб и один был ранен в результате обстрела «Камаза», за эту гибель ответственность Азербайджан возложил на «неустановленных членов армянских вооружённых формирований». При обстреле российских военных погиб замкомандующий подводными силами Северного флота Иван Ковган, который был заместителем командира миротворческого контингента. 21 сентября Ильхам Алиев принёс свои извинения за гибель российских миротворцев. Для расследования обстоятельств случившегося на месте происшествия сообща работают следственные органы Азербайджана и России.
23 сентября 2023 года российские миротворцы расположились в пригороде Степанакерта Киркиджан.

## Международная реакция
Представитель МИД России Мария Захарова заявила, что Россия встревожена резкой эскалацией ситуации в Карабахе, и призвала стороны прекратить военные действия, вернувшись к дипломатическому урегулированию. Она также заявила, что Баку сообщил о планируемом наступлении за несколько минут до его начала и призвала Баку и Ереван обеспечить безопасность российских миротворцев в Карабахе.
Заместитель председателя Совета безопасности России Дмитрий Медведев в заявлении, опубликованном на своём Telegram-канале, дал понять, что Россия не поддержит Армению в продолжающемся наступлении Азербайджана на Нагорный Карабах, раскритиковав премьер-министра Армении Пашиняна.

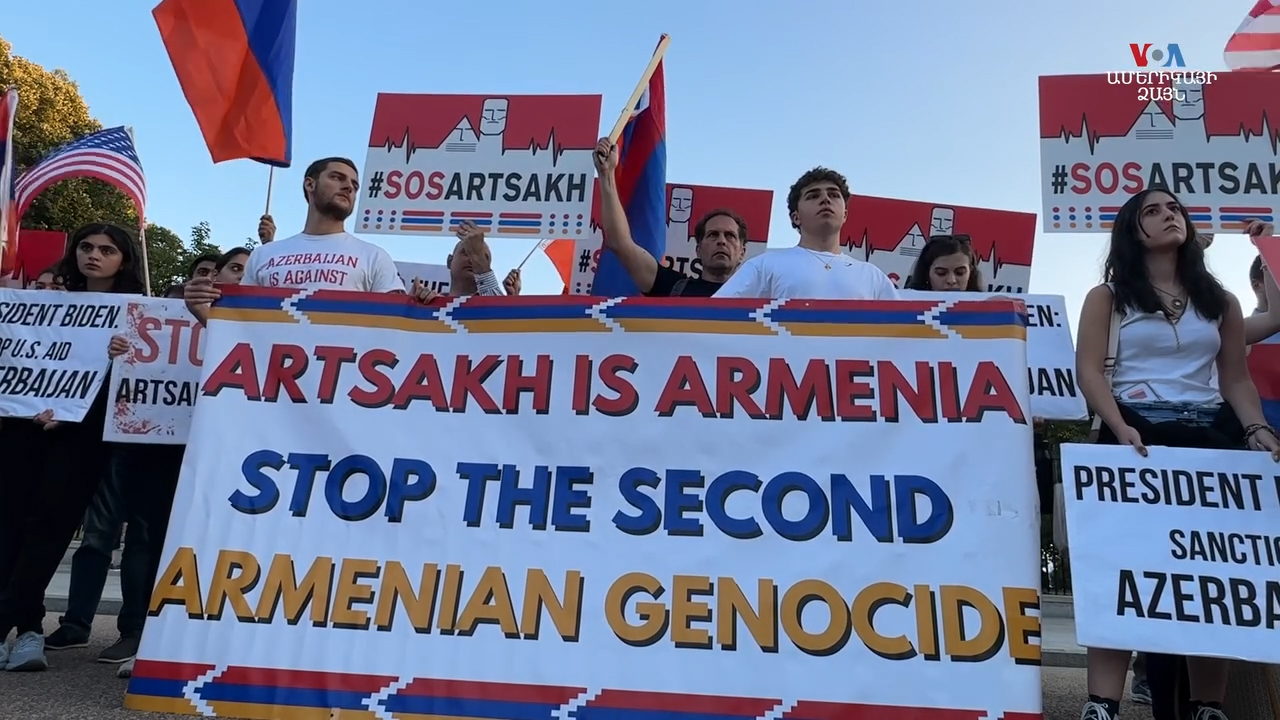
Армяне Вашингтона провели акцию протеста перед Белым домом против действий азербайджанских войск.

В Армении начались митинги с требованием признать независимость НКР и защитить карабахских армян. У здания правительства в Ереване произошли столкновения с полицией, есть пострадавшие. Протестующие называли премьер-министра Армении Никола Пашиняна предателем и требовали его отставки.
Министр иностранных дел Германии Анналена Бербок обвинила Азербайджан в нарушении обещаний не прибегать к военным действиям в Нагорном Карабахе и призвала его остановиться и вернуться к переговорам.
Евросоюз осудил военные действия Азербайджана в Нагорном Карабахе. Верховный представитель Союза по иностранным делам и политике безопасности Жозеп Боррель заявил, что ЕС осуждает военную эскалацию вдоль линии соприкосновения и в других местах Карабаха, и призвал Азербайджан немедленно прекратить военные действия. Председатель Европейского совета Шарль Мишель также заявил: «Военные действия Азербайджана должны быть немедленно прекращены, чтобы обеспечить подлинный диалог между Баку и карабахскими армянами».
МИД Франции осудило начало боевых действий со стороны Азербайджана, заявив, что ни один предлог не может оправдать военную операцию в Нагорном Карабахе. Также Франция созвала срочное заседание Совета Безопасности ООН.
Президент Турции Реджеп Тайип Эрдоган поддержал позицию Азербайджана.
Официальный представитель министерства иностранных дел ИРИ Насер Канани Чафи заявил, что «Иран считает Карабах частью Азербайджана, но призывает решать проблемы региона путём диалога».
США призвали Азербайджан прекратить боевые действия в Карабахе. С соответствующим заявлением выступил госсекретарь Энтони Блинкен. 23 сентября сенатор Гэри Питерс посетил армяно-азербайджанскую границу у въезда в Лачинский район.
Специальный советник Генерального секретаря ООН по предотвращению геноцида Алиса Вайриму Ндериту высказала опасения, что военная эскалация конфликта несёт угрозу насилия гражданскому населению, в том числе — геноцида и связанных с ним особо тяжких преступлений.
В октябре 2023 году Европарламент осудил «неоправданное и заранее спланированное» вооружённое нападение Азербайджана на Нагорный Карабах и обвинил Азербайджан в проведении «этнической чистки» армян в Нагорном Карабахе, призвав ввести против него санкции.
28 февраля 2024 года Европаламент принял две резолюции по внешней политике и политике ЕС в сфере безопасности и обороны. В обоих документах говорилось в том числе и о ситуации в регионе. Так в первой декларации в очередной раз осуждается спланированное и неоправданное нападение Азербайджана на армян Нагорного Карабаха, которое грубо нарушает международное право и права человека, а также является явным нарушением трёхсторонних заявлений о прекращении огня от 9 ноября 2020 года и обязательств, взятых на себя Азербайджаном перед ЕС. Исход же армян из Нагорного Карабаха назван этнической чисткой. В другой декларации парламентарии также осуждают нападение Азербайджана на Нагорный Карабах, и напоминают что нападение последовало за много месячным голодом и блокадой армян Нагорного Карабаха. Документ подчёркивает, что российские миротворцы на месте не предприняли никаких действий для предотвращения или прекращения блокады, а также ничего не сделали для прекращения нападения Азербайджана на Нагорный Карабах. Согласно резолюции последствия для армянского населения равносильны этнической чистке. Европарламентарии отмечают, что нападение Азербайджана, не может остаться без последствий, и призывает ЕС принять санкции против властей Азербайджана, ответственных за многочисленные нарушения режима прекращения огня. Кроме этого предлагается приостановить действие Меморандума о взаимопонимании по энергетике, и в свете проблем с правами человека предлогается не заключать новое соглашение о партнёрстве с Азербайджаном. Резолюция призывает быть готовым ввести целевые и индивидуальные санкции против лиц, совершивших агрессию, включая, помимо прочего, политическое и военное окружение президента Алиева, а также приостановить импорт нефти и газа из Азербайджана в случае любой военной агрессии против территориальной целостности Армении

## Итоги и последствия

### Перевозка гуманитарных грузов
Частью соглашения о прекращении огня является перевозка гуманитарной помощи из Армении в Степанакерт. 23 сентября в Нагорный Карабах из Армении через Лачинский коридор было доставлено 70 тонн продовольствия и гуманитарных грузов Международного Комитета Красного Креста.

### Разоружение армии НКР
Вечером 22 сентября Министерство обороны России объявило, что вооружённые формирования армян Нагорного Карабаха под контролем российских миротворцев начали сдавать оружие. В оборонном ведомстве России сообщили, что по состоянию на 22 сентября карабахскими формированиями были сданы шесть единиц бронетехники, более 800 единиц стрелкового оружия и противотанковых средств и 5000 единиц боеприпасов.
23 сентября российский миротворческий контингент сообщил, что вооружённые формирования Карабаха под контролем российских миротворцев сдали шесть единиц бронетехники, более 800 единиц стрелкового оружия, противотанковых средств и ПЗРК, около 22 тысяч боеприпасов. Министерство обороны Азербайджана, в свою очередь, опубликовало список боевой техники, оружия и боеприпасов, «конфискованных после завершения локальных антитеррористических мероприятий в Карабахском регионе Азербайджана». В этом перечне четыре танка, одна боевая машина пехоты, 12 гаубиц, две пушки, 12 миномётов, 468 мин, 22 гранатомёта, 313 автоматов и пулемётов, один зенитно-ракетный комплекс «Тор» и 50 ракет к нему, 28 переносных зенитных систем, 3 противотанковых ракетных комплекса «Фагот», 62 гранаты, 66 262 патрона и пр.. В этот же день правительство НКР сообщило, что в рамках достигнутых с Азербайджаном договорённостей проводится вывод военных Армии обороны с боевых позиций.
24 сентября минобороны РФ сообщили, что на 24 сентября сдано шесть единиц бронетехники, более 1 200 единиц стрелкового оружия, противотанковых средств и ПЗРК, около 130 тыс. боеприпасов. На складе с большим количеством ракет, артиллерийских снарядов и мин, также были обнаружены боеприпасы различного калибра.
24 сентября азербайджанские власти показали западным журналистам, как происходит разоружение Нагорного Карабаха. Оружие азербайджанские военные свозят в Шушу. По словам начальника пресс-службы Минобороны Азербайджана Анара Эйвазова, это оружие раньше принадлежало «отрядам сепаратистов и Вооружённым силам Армении», которые здесь находились, и оно было изъято у них только в последние два дня.
Процесс разоружения при поддержке миротворцев прошёл без серьёзных инцидентов и перестрелок.

### Переговоры о реинтеграции карабахских армян
21 сентября в ходе состоявшейся в Евлахе встречи представитель президента Азербайджана представил план реинтеграции карабахских армян. По словам депутатов парламента Азербайджана, он рассчитан на длительный период и предусматривает возможное сотрудничество с российскими миротворцами и «карабахскими муниципальными органами власти».
23 сентября администрация президента Азербайджана сообщила, что в Азербайджане для решения социальных, гуманитарных, экономических и инфраструктурных вопросов армян Карабаха создана рабочая группа, в состав которой вошли представители министерств экономики, труда и социальной защиты населения, сельского хозяйства, внутренних дел, здравоохранения, науки и образования, ОАО «Азерэнержи», ОАО «Азеришыг», производственного объединение «Азеригаз», государственного агентства автомобильных дорог и других ведомств. Как утверждается в сообщении, переведённом на русский язык корреспондентом «Кавказского узла», в рамках работы этой группы в Агдамском, Физулинском и Кельбаджарском районах МЧС Азербайджана установило палаточные городки на 1000 человек для обеспечения нуждающихся армянских жителей первой медицинской помощью и питанием.
24 сентября администрация президента Азербайджана сообщила, что Степанакерт, исходя из договорённостей, достигнутых на встрече в Евлахе, был отключён от энергосистемы Армении и подключён к энергосистеме Азербайджана.
25 сентября администрация президента Азербайджана сообщила, что в населённом пункте Ходжалы началась вторая встреча представителей властей Азербайджана и «армянского населения Карабаха». На встрече, по словам администрации, были обсуждены вопросы медицинской помощи, в частности совместных врачебных бригад, и налаживания контактов Баку с армянским населением Карабаха.
28 сентября МИД Азербайджана призвал армянское население Нагорного Карабаха не покидать места своего проживания и стать частью азербайджанского общества, администрация президента Азербайджана сообщила, что власти Азербайджана запустили процесс регистрации на портале reintegration.gov.az проживающих в Нагорном Карабахе армян с целью определения их юридического статуса. По данным Министерства труда Азербайджана, 1 октября «несколько» армян воспользовалось этой услугой.
2 октября, спустя сутки после того, как фактически завершился массовый исход карабахских армян, в административном центре города Степанакерт прошло заседание рабочей группы при правительстве Азербайджана по реинтеграции региона, после которого администрация президента Азербайджана впервые обнародовала основные тезисы «плана реинтеграции» карабахских армян.
По словам Human Rights Watch, заявления властей Азербайджана, что права каждого человека в Нагорном Карабахе будут защищены, тяжело принимать всерьёз с учётом месяцев блокады региона, безнаказанности за предполагаемые преступления, особенно во время военных действий, а также общего ухудшения ситуации с правами человека в Азербайджане. В то же время Стефан Майстер и Лора Делькур отмечают, что действия Азербайджана указывают на отсутствие у него какого-либо намерения мирно интегрировать армянское население Нагорного Карабаха, уважать их культурное наследие или обеспечивать их права. Это прослеживается в разрушении объектов армянского культурного наследия в тех частях Нагорного Карабаха, над которыми Азербайджан восстановил контроль ещё в 2020 году, а также в нарушениях положений соглашения о прекращении огня и в вопросе пленных.

### Взрыв на топливном складе в Нагорном Карабахе
Взрыв на топливном складе в Нагорном Карабахе произошёл вечером 25 сентября 2023 года в селе Беркадзор, расположенном в 6 километрах от Степанакерта. Взрыв произошёл во время отпуска бензина беженцам, стремившимся уехать в Армению, через несколько часов после переговоров в Ходжалы между официальными лицами Азербайджана и представителями властей непризнанной НКР.
В результате взрыва погибли более 200 и пострадали 290 человек.

### Исход армян из Нагорного Карабаха

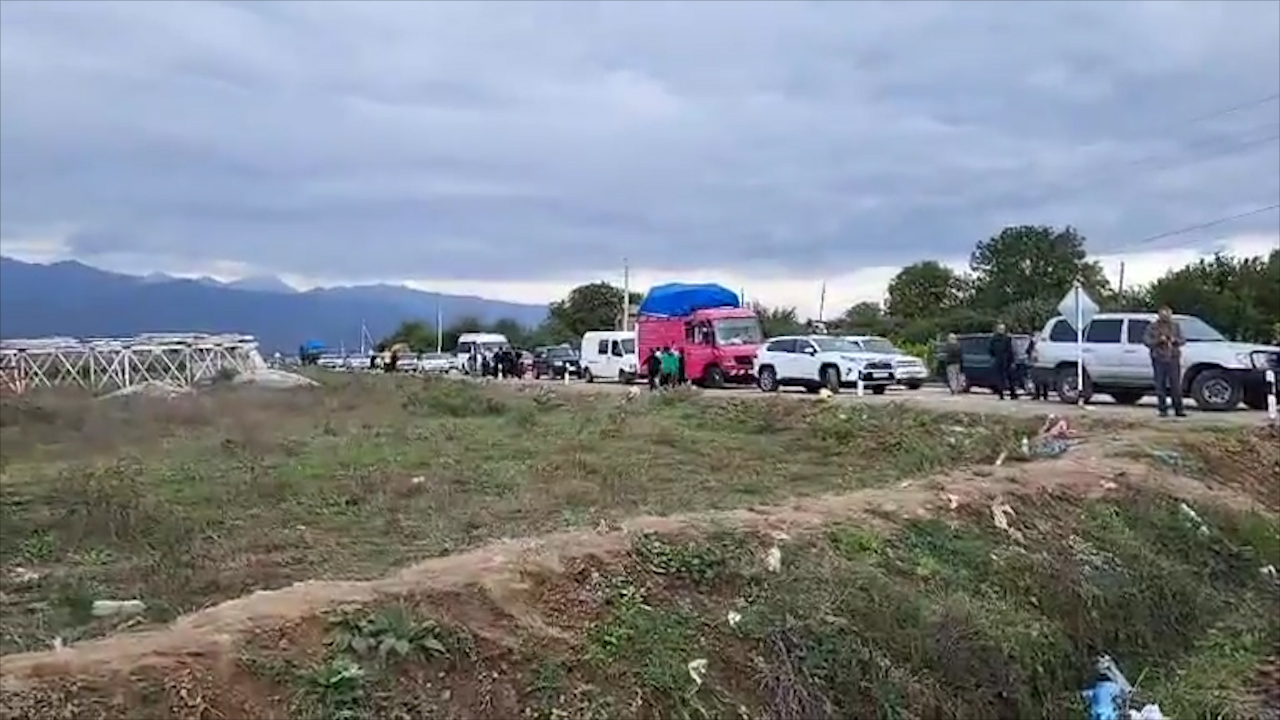
Автомобили беженцев из Нагорного Карабаха, 26 сентября 2023 года

Пресс-секретарь премьер-министра Армении Назели Багдасарян сообщила, что на утро 28 сентября из Нагорного Карабаха в Армению прибыло 65 036 беженцев. 28 сентября российский Первый канал представил обзор азербайджанской прессы, согласно которому «есть и такие жители Нагорного Карабаха, которые решили остаться в регионе». К 29 сентября число бежавших в Армению из Нагорного Карабаха армян превысило 97 735 человек, а к 30 сентября их количество составило уже более 100 тысяч человек.
После массового исхода местного населения сотрудники Международного комитета Красного Креста с мегафонами разыскивали в опустевшем Степанакерте последних армян, в основном немощных стариков, которые не смогли эвакуироваться, дабы оказать им помощь.
По данным переписи 2015 года в НКР проживала 151 тысяча человек.

### Прекращение существования НКР
28 сентября 2023 года глава НКР Самвел Шахраманян подписал указ о прекращении существования Нагорно-Карабахской Республики с 1 января 2024 года.

### Задержания руководителей НКР
После того, как власти Азербайджана разрешили желающим уехать из Нагорного Карабаха в Армению, покинуть регион, начали происходить единичные случаи задержания верхушки НКР. Так, 27 сентября 2023 года на пограничном пункте «Лачин» при движении из Нагорного Карабаха в направлении Армении Госпогранслужба Азербайджана задержала бывшего госминистра НКР Рубена Варданяна, который вскоре был доставлен в Баку. На следующий день Служба государственной безопасности Азербайджана сообщила, что Варданян обвиняется по трём статьям Уголовного кодекса Азербайджана, включая финансирование терроризма, создание незаконных вооружённых формирований, а также незаконное пересечение границы.
28 сентября бывший министр иностранных дел НКР, советник президента НКР Самвела Шахраманяна Давид Бабаян сдался азербайджанским властям. По словам Бабаяна, он был включён в чёрный список Азербайджана и азербайджанская сторона потребовала его прибытия в Баку для соответствующего расследования. Бабаян заявил, что его неявка или побег нанесут серьёзнейший вред армянскому народу, в связи с этим он решил направиться из Степанакерта в контролируемый Азербайджаном город Шушу.
29 сентября Служба госбезопасности Азербайджана задержала бывшего заместителя командующего армией НКР Давида Манукяна, обвинив его в «террористических преступлениях», а также в «незаконном хранении огнестрельного оружия и боекомплекта к нему», «приобретении, хранении и транспортировки частей, боеприпасов, взрывчатых веществ и оборудования», «создании вооружённых формирований и групп, не предусмотренных законом» и «незаконном пересечении границы Азербайджанской Республики». В этот же день на КПП «Лачин» при попытке въехать из Нагорного Карабаха в армянский город Горис сотрудники силовых структур Азербайджана задержали бывшего министра обороны НКР Левона Мнацаканяна.
2 октября были арестованы бывшие президенты непризнанной республики Аркадий Гукасян и Бако Саакян, занимавшие этот пост в 1997—2007 и 2007—2020 годах соответственно, а также спикер парламента НКР Давид Ишханян. Им были предъявлены обвинения в терроризме, незаконном приобретении, передаче, сбыте, хранении, перевозке или ношении оружия и создании не предусмотренных законодательством вооружённых формирований. На следующий день было объявлено о задержании Араика Арутюняна, являвшегося президентом НКР в 2020—2023 годах. Вдобавок к вышеперечисленным статьям, он обвиняется в планировании, подготовке, развязывании и ведении войны, нарушении норм международного гуманитарного права, отдаче преступных приказов во время вооружённого конфликта, умышленном убийстве и др.

### Посещения миссиями ООН
1 октября члены миссии ООН в ходе однодневной миссии посетили Карабах, а также города Степанакерт и Агдам. В состав группы входил директор Отдела координации Управления ООН по гуманитарным вопросам Рамеш Раджасингхам, а также представители ВОЗ, ЮНИСЕФ, Управления ООН по делам беженцев и Продовольственной и сельскохозяйственной организации.
Члены миссии заявили, что в тех частях города Степанакерт (в отчёте — Ханкенди), которые посетила команда, они не видели нанесение ущерба гражданской общественной инфраструктуре, включая больницы, школы и жилые дома, а также культурной и религиозной инфраструктуре. Никаких разрушений сельскохозяйственной инфраструктуры или мёртвых животных члены команды ООН также не увидели. Кроме того, миссия отметила, что ознакомилась с тем, как правительство Азербайджанской Республики готовится к возобновлению предоставления медицинских и некоторых коммунальных услуг в городе.
Представители общин сказали членам миссии, что в момент нахождения в регионе миссии в Карабахе остаётся от 50 до 1000 этнических армян.
9 октября занимающаяся изучением гуманитарной ситуации миссия ООН во второй раз посетила Нагорный Карабах.

### Иск о предполагаемой дискриминации армян Азербайджаном
29 сентября Армения обратилась в Международный суд ООН с иском против Азербайджана по делу о предполагаемой дискриминации армян. В иске указывались десять пунктов, по которым Армения просила Суд принять временные меры, в том числе вывод «всех военнослужащих и сотрудников правоохранительных органов Азербайджана из всех гражданских учреждений в Нагорном Карабахе» и воздержание от «карательных действий в отношении нынешних или бывших политических представителей или военнослужащих Нагорного Карабаха». Представители Баку отвергали все обвинения, заявляя, что призывали местных армян остаться. Ранее советник президента Азербайджана по внешней политике Хикмет Гаджиев сообщил агентству Reuters, что Баку предусматривал амнистию карабахским армянским боевикам, которые сдадут оружие.
17 ноября Суд предписал Азербайджану принять меры для того, чтобы карабахские армяне могли вернуться в регион «безопасно, беспрепятственно и оперативно», а оставшиеся там — иметь возможность покинуть его или остаться, если они пожелают. Азербайджану также следует «не уничтожать» регистрационные документы, удостоверяющие личность и/или частную собственность и «уделять должное внимание таким документам и записям в своей административной и законодательной практике», а также представить отчёт о мерах, принятых для осуществления указанных мер. МИД Армении и Азербайджана приветствовали данное решение суда.

### Свёртывание постовроссийских миротворцев
Начиная с 5 октября, в связи с «оптимизацией наблюдательных постов» и «разоружением и роспуском вооружённых формирований Нагорного Карабаха», российские миротворцы свернули некоторые свои наблюдательные посты. На 23 ноября 2023 года было свёрнуто 12 наблюдательных и 16 временных наблюдательных постов российских миротворцев.
Официальный представитель МИД России Мария Захарова объяснила свёртывание постов необходимостью «адаптации» деятельности миротворцев к новым условиям. Отвечая на вопрос журналиста о возможности дислокации миротворцев в Армении, премьер-министр Армении Никол Пашинян заявил, что в случае если российский миротворческий контингент оставит Нагорный Карабах, он должен будет вернуться в Россию.
9 января 2024 года российский миротворческий контингент в Нагорном Карабахе прекратил публикацию ежедневных информационных бюллетеней.
16 апреля 2024 года в азербайджанских СМИ появилась информация, что российский контингент покидает Азербайджан, а уже 17 апреля пресс-секретарь президента России Дмитрий Песков подтвердил эту информацию.

## Анализ и оценка событий
По мнению корреспондентов Би-би-си Ольги Просвировой и Магеррама Зейналова, быстрое согласие карабахского руководства на ультимативные условия Баку означает капитуляцию и говорит о неспособности местных армянских сил к дальнейшему сопротивлению. Британская газета The Guardian отмечает, что соглашение о том, что местное армянское правительство расформирует свои вооружённые силы, является капитуляцией перед Азербайджаном. Согласие руководства НКР «разоружиться и обсудить реинтеграцию» назвал капитуляцией и Томас Грув из американской газеты The Wall Street Journal. По словам эксперта по Центральной и Восточной Европе кандидата политических наук Ивана Преображенского, по итогу боевых действий Нагорный Карабах капитулировал, армия НКР разгромлена и будет распущена, а что будет с армянским мирным населением региона, покажут переговоры.
Европарламент охарактеризовал события как «заранее спланированное и неоправданное нападение Азербайджана на Нагорный Карабах». Азербайджан оправдал своё нападение заявленными «антитеррористическими мерами», хотя, по мнению немецкой газеты Tageszeitung, НКР не представляла никакой угрозы Азербайджану, пользующемуся массовой поддержкой Турции, ввиду серьёзного дисбаланса в военной технике. Как пишет газета, ни НКР, ни Армения не были заинтересованы в новых военных действиях.